# Leu Tempo Festival
Leu Tempo Festival est le plus ancien et le plus important des festivals de La Réunion consacré aux arts vivants. Organisé tous les ans en mai dans le centre-ville de Saint-Leu, d'où son nom, il se veut un creuset où se confondent les tendances de la création théâtrale contemporaine concernant les spectacles de marionnettes, les numéros de cirque ou le théâtre de rue. 
Leu Tempo Festival rencontre un succès très important et rassemble chaque année environ 30 000 spectateurs (13 000 à 16 000 billets émis selon les éditions). Des spectacles d’Europe, de l’océan Indien et d’ailleurs sont proposés au public pendant 4 jours de fête. Enfin, Leu Tempo Festival est porteur d’un vaste projet de médiation artistique touchant chaque année des milliers de jeunes Réunionnais.

## Historique
À la fin des années 80, la Compagnie de théâtre d'objets Koméla invente le festival « Tempo », événement consacré à la marionnette qui deviendra un des événements majeurs du spectacle vivant dans l’océan Indien. Depuis 1998, le festival est produit par Le Séchoir de Saint-Leu, scène conventionnée puis Pôle National Cirque de La Réunion en préfiguration. Après l’arrêt des activités de la Cie Koméla en 2000, Le Séchoir a repris naturellement la direction artistique du Leu Tempo Festival, ouvrant sa ligne artistique aux arts du cirque, aux arts de la rue et aux arts de la parole. 
L'édition 2007 a attiré 30 000 personnes avec 23 spectacles.

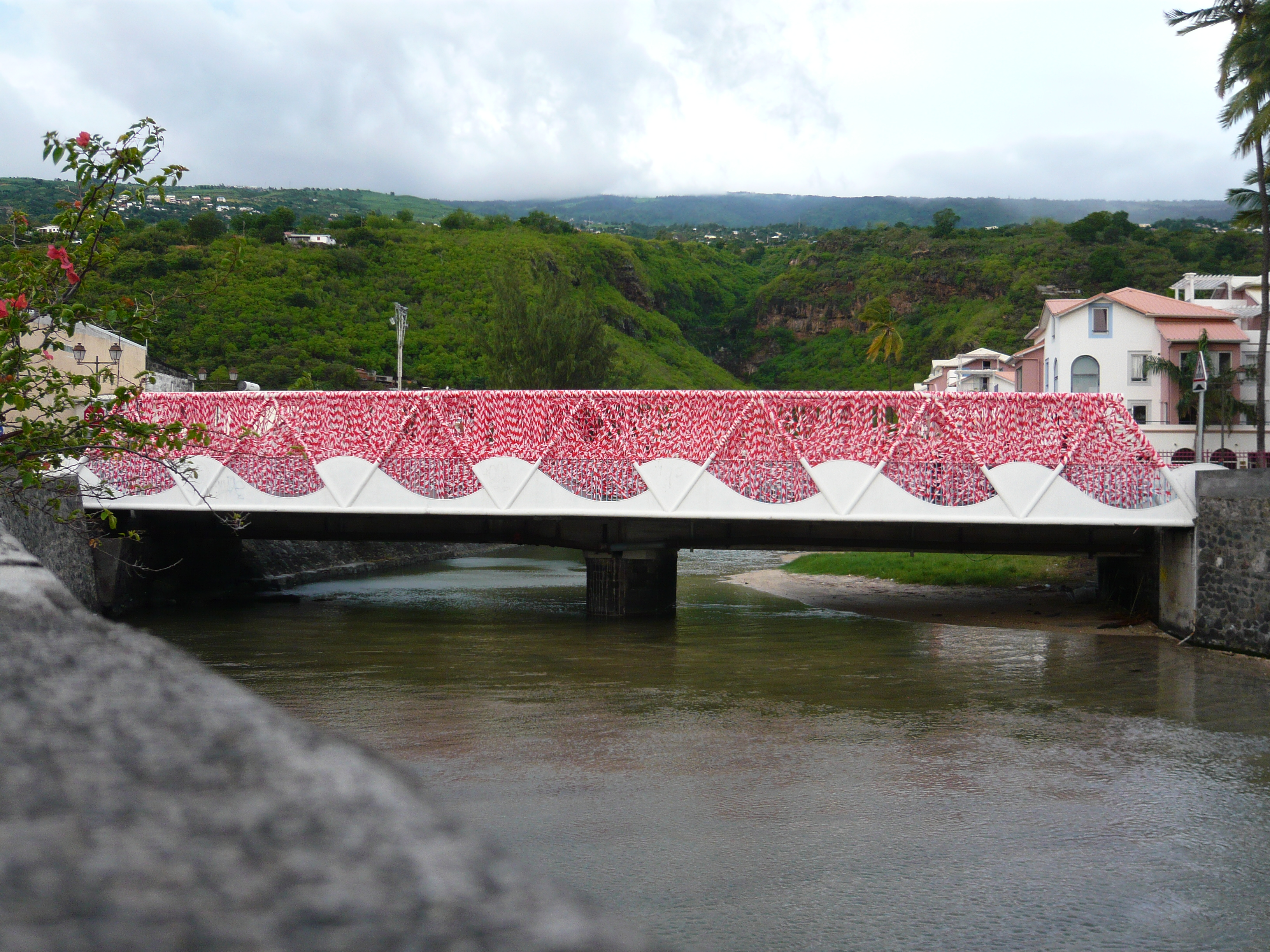
Passerelle de Saint-Leu revisitée par Ligne Rouge.

En 2009, des spectacles ont lieu dans les communes de l'Ouest de La Réunion en prélude au festival qui présente les interventions artistiques dans l'espace public de Betty Bui, Daniel Buren, Jace, Tadashi Kawamata et Louis Pavageau aka Ligne Rouge.
L'édition 2017 du Leu Tempo Festival a comptabilisé : 
- 18 spectacles de La Réunion, d'Afrique du Sud, de Mayotte, de Madagascar, de Colombie, du Portugal, d'Espagne et de France. Des spectacles très variés, naviguant entre cirque, arts de la rue, théâtre, danse…
- 10 créations récentes dont 8 spectacles de La Réunion et de l'océan Indien créés sur Leu Tempo Festival
- 84 représentations réparties sur 4 jours de festival
- 10 concerts gratuits au Parc du 20 décembre et au K à St-Leu
- 163 artistes accueillis sur le festival (hors scène amateurs)
- 10 lieux de spectacle dans toute la ville (dont l’Auditorium du Musée Stella Matutina pour la première fois)
- 1 Parade dann somin avec spectacle déambulatoire géant
- 100 personnes dans l’équipe du festival (ékip Séchoir, technique, bars, entretien…)
- 115  bénévoles ayant reçu une formation par Le Séchoir (dont 20 médiateurs).

Durant deux années de suite, en 2020 et 2021, le festival n'a pas pu se dérouler compte tenu de la pandémie de covid-19.

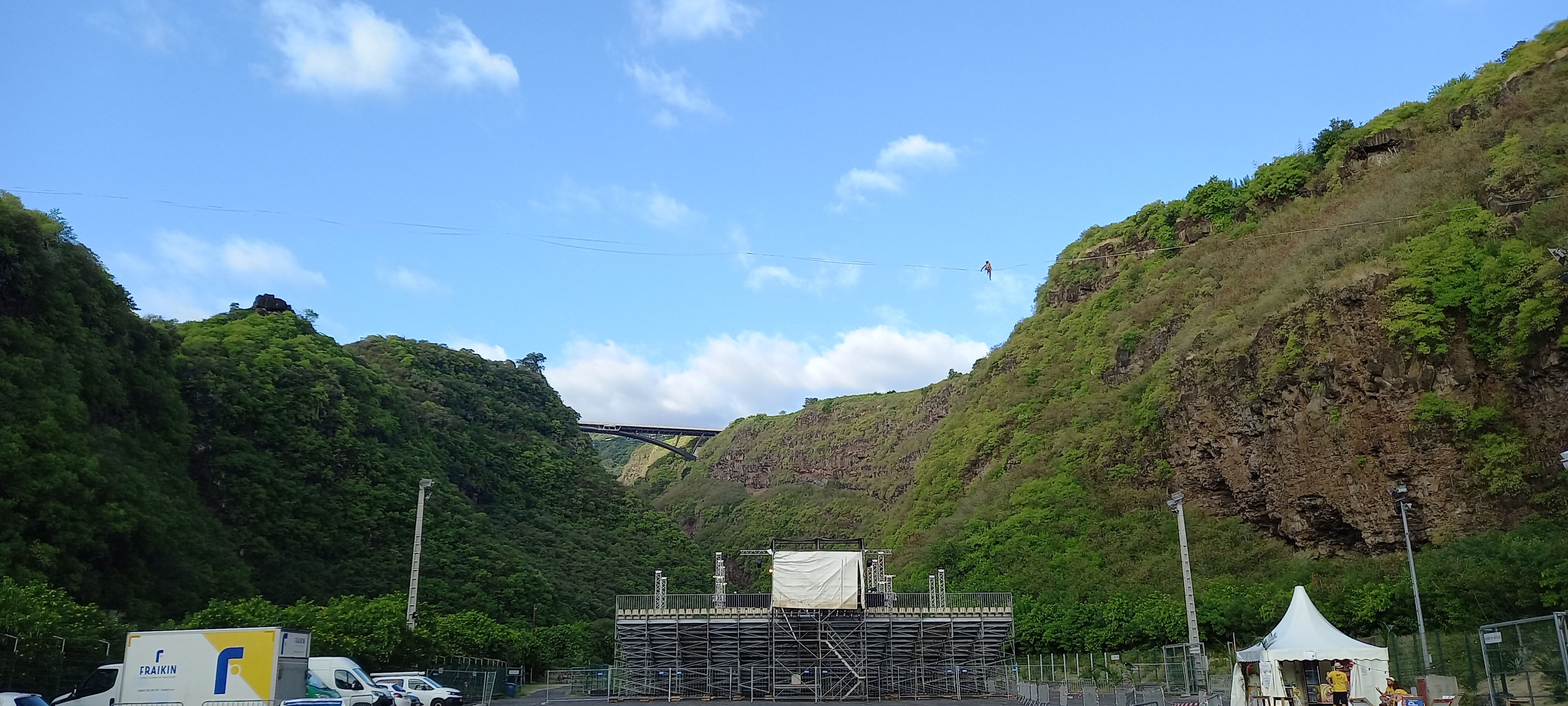
Site de la Ravine occupé par des spectacles du Leu Tempo Festival 2022.